# Jennifer Carroll MacNeill
Jennifer Carroll MacNeill, née le 5 septembre 1980 à Dublin, est une femme politique irlandaise, membre du Fine Gael. 
De 2024 à 2025, elle est secrétaire d'État aux Affaires européennes puis devient ministre de la Santé en janvier 2025.
Elle est Teachta Dála (TD) pour la circonscription de Dún Laoghaire depuis les élections générales de 2020,,. Elle a travaillé comme avocate au sein de la fonction publique et également conseillère spéciale du gouvernement,.

## Jeunesse
Carroll MacNeill étudie l'économie et les sciences sociales au Trinity College de Dublin et obtient son diplôme en 2002 avec spécialisation en sciences politiques et en affaires. Elle obtient ensuite un doctorat en politique publique et en sciences politiques à l'University College de Dublin, avec une thèse intitulée Changement institutionnel dans les systèmes de sélection judiciaire : l'Irlande dans une perspective comparée, qui remporte le prix Basil Chubb 2015 pour la meilleure thèse de doctorat dans une université irlandaise en 2014,,,.

## Carrière politique

### Conseillère
Elle est conseillère politique auprès de Frances Fitzgerald d'avril 2011 à juin 2013. Elle travaille ensuite pour Alan Shatter, alors ministre de la Justice et de l'Égalité, de septembre 2013 jusqu'à sa démission en mai 2014. Elle prend une pause politique et ne revient qu'en octobre 2017 lorsqu'elle assiste le ministre du Logement, de la Planification et des Gouvernements locaux, Eoghan Murphy, sur le cadre de planification nationale et la création de l'Agence de développement foncier. Elle travaille pour Murphy jusqu'en janvier 2019, date à laquelle elle part travailler pour une société de relations publiques.
En mai 2019, elle est élue au conseil du comté de Dún Laoghaire-Rathdown pour la zone électorale locale de Killiney - Shankill poste qu'elle occupe jusqu'à son élection en tant que députée en février 2020.

### Députée
Début 2020, MacNeill est sélectionnée en interne par la branche Dún Laoghaire du Fine Gael pour remplacer Maria Bailey sur la liste des élections générales de 2020, à la suite du « Swinggate », une controverse tournant autour d'une réclamation juridique douteuse formulée par Bailey qui aboutit au retrait de son investiture. Aux élections générales de février 2020, elle est élue au 8e décompte,.
Depuis 2021, Carroll MacNeill est vice-présidente de la commission mixte de l'Oireachtas sur la justice, ainsi que membre du comité mixte sur la mise en œuvre de l'accord du Vendredi saint, du comité des comptes publics et du comité spécial sur la réponse au COVID-19,,,.
En décembre 2022, elle est nommée ministre d'État au ministère des Finances avec une responsabilité particulière pour les services financiers, les coopératives de crédit et les assurances à la suite de la nomination de Leo Varadkar au poste de Taoiseach.

## Opinions et profil politiques
Carroll MacNeill est présentée à plusieurs reprises par le magazine politique Phoenix, comme soutenant un point de vue républicain irlandais. Le Phoenix décrit Carroll MacNeill comme étant fiscalement conservateur et favorable aux prestations sociales sous conditions de ressources ainsi qu'aux faibles impôts.
Carroll MacNeill, proche d'Alan Shatter, exprime des sentiments pro-israéliens. En 2022, elle reconvoque le groupe des Amis d’Israël, auparavant inactif, fondé par Shatter, qui est une organisation multipartite de l’Oireachtas. Jackie Goodall, directrice exécutive de l'ONG Alliance Irlande-Israël, décrit Carroll MacNeill comme « parlant en défense d'Israël ».

## Harcèlement
En 2022, Gerard Culhane du comté de Limerick est reconnu coupable par le tribunal pénal du circuit de Dublin d'avoir harcelé sexuellement Carroll MacNeill, lui envoyant 10 images sexuellement explicites et 3 vidéos sexuellement explicites, entre décembre 2019 et mars 2020, qui chevauchaient sa campagne électorale générale de 2020. Culhane est condamné à un an de prison avec sursis et reçoit l'ordre de rester à l'écart de Leinster House et de ne plus jamais contacter Carroll MacNeill.
En 2023, il est apparu qu'un deuxième homme a commencé à harceler Carroll MacNeill, provoquant une fois de plus l'implication de la Garda Síochána. Par la suite, la Gardaí émet des conseils généraux à tous les députés concernant leur sécurité personnelle.

## Auteur
Carroll MacNeill est l'auteur de The Politics of Judicial Selection in Ireland, publié en 2016 par Four Courts Press,,,. Sa thèse a reçu un prix académique avant d'être publiée sous forme de livre.

## Vie privée
Elle est mariée à l'ancien joueur de rugby irlandais Hugo MacNeill, ancien directeur général de Goldman Sachs Investment Banking en Irlande. Le couple a un fils.